# Тамсалу
Та́мсалу (эст. Tamsalu) — город без муниципального статуса в уезде Ляэне-Вирумаа, Эстония
В 1954 году населённый пункт Тамсалу получил статус посёлка городского типа.
В городе находится одноименная железнодорожная станция национальной железнодорожной компании Эстонии «Eesti Raudtee» на линии Тапа — Тарту. 
До административной-территориальной реформы в 2017 году входил в состав волости Тамсалу (упразднена) и был её административным центром.

## Галерея
- Вокзал станции Тамсалу
- Дом культуры Тамсалу
- Здание в Тамсалу